# Геладзе Катерина Георгіївна
Геладзе (Джугашвілі) Катерина (Кеке) Георгіївна (груз. ეკატერინე (კეკე) გელაძე; 1858—1937) — мати Йосипа Сталіна.

## Життєпис

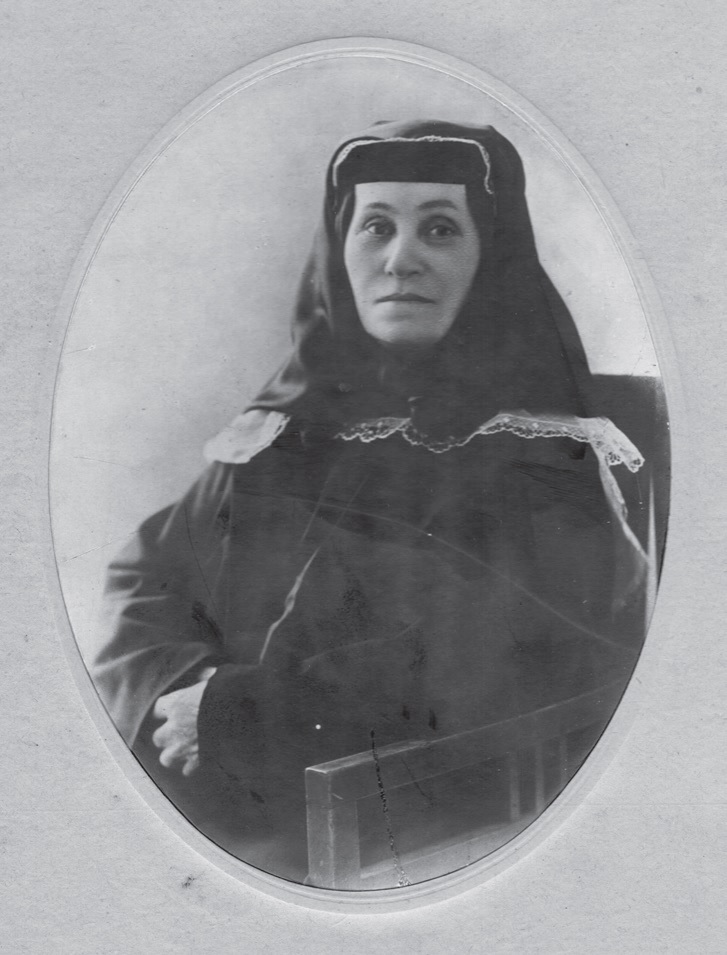
Катерина Георгіївна Джугашвілі

Народилася в сім'ї кріпосного садівника Грузинської православної церкви в Гамбареулі (Грузія) в 1858 році. Незважаючи на те, що її батько, Глаха Геладзе, помер молодим і сім'я завжди жила бідно, її названа мати Меланія Хомезурашвілі, сприяла навчанню дочки читання та письма.
Кеке вийшла заміж за Віссаріона Джугашвілі у віці 17 років.
Її перші дві дитини померли відразу після народження — Михайло — в 1875 і Георгій наступного року. Її третій син й остання дитина, Йосип, народився 6 (18) грудня 1878 року і був хрещений 17 (29) грудня 1878 року в Свято-Успенському соборі міста Горі.
У 1890 році Катерина покинула Віссаріона, бо він почав сильно пити. Катерина Георгіївна була відома як жінка сувора, але дуже любила свого сина; вона прагнула дати Йосипу освіту і сподівалася на такий розвиток його кар'єри, який асоціювався у неї з положенням священика. Заради нього вона вивчилася крою та шиття, освоїла нову для тих часів професію модистки. Стала добре заробляти, щоб забезпечити можливість для Йосипа вчитися.
Катерина Геладзе померла 4 червня 1937 року і похована в Тбілісі, в пантеоні Мтацмінда.

## Життя під час сталінського режиму
Коли Сталін посів чільне місце в комуністичному режимі в 1920 році, його мати переселилась до палацу на Кавказі, який раніше використовувався царським намісником. Там вона займала одну крихітну кімнату, звідки вона часто писала листи грузинською мовою (вона ніколи не володіла російською) сину і невістці.
Сталін після революції відвідував матір дуже рідко. Берія взяв на себе відповідальність за її догляд. Сталін дуже рідко писав Кеке листи. Вони зазвичай були ніжні і оптимістичні, але дуже короткі. Сталін витрачав багато часу на написання навіть таких записок, бо писати грузинською мовою для нього було складно (а це була єдина мова, яку розуміла мати зрозуміла).  Лікар Н. Кіпшидзе, який лікував Кеке в старості, згадував, що коли Сталін відвідав свою матір в жовтні 1935 року, то запитав її: «Нащо ти мене так сильно била?». На що вона відповіла: «Ось чому ти став таким хорошим». На запитання Кеке: «Йосипе, ким ти став?», Сталін відповів: «Ти пам'ятаєш царя? Ну от, я як цар». Після цього мати сказала, що краще б її син став священиком. 
Кеке померла від запалення легенів 4 червня 1937 р. Про новину було повідомлено в Грузії, але Сталін наказав, щоб ця звістка поширювалась в інших частинах СРСР. Сам син не приїхав на похорон, який відбувся 8 червня. Натомість він надіслав вінок, де підписався «Йосип Джугашвілі». Похорони пройшли за релігійними канонами, Берія був одним з тих, хто ніс труну. 
Згодом дочка Сталіна Світлана Аллілуєва, зауважила, що Сталін ніколи не боявся нікого, окрім матері. 